# Jacques Tarride
Jacques Tarride (10 de marzo de 1903 – 5 de octubre de 1994) fue un actor teatral y cinematográfico francés.
Nacido en París, Francia, su padre era el actor Abel Tarride, y su hermano el director cinematográfico Jean Tarride.
Jacques Tarride falleció en La Loupe, Francia.

## Cine
- 1932 : Amour...amour / Pour ses beaux yeux, de Robert Bibal
- 1932 : Chouchou poids plume, de Robert Bibal
- 1934 : L'homme à l'oreille cassée, de Robert Boudrioz
- 1936 : Notre Dame d'amour, de Pierre Caron
- 1937 : Hercule ou L'incorruptible, de Alexandre Esway y Carlo Rim
- 1938 : Je chante, de Christian Stengel
- 1939 : Le bois sacré, de Léon Mathot
- 1939 : La famille Duraton, de Christian Stengel
- 1939 : L'Or du Cristobal, de Jean Stelli
- 1939 : Rappel immédiat, de Léon Mathot
- 1941 : Après l'orage, de Pierre-Jean Ducis
- 1941 : Départ à zéro, de Maurice Cloche
- 1941 : L'étrange Suzy, de Pierre-Jean Ducis
- 1941 : Feu sacré, de Maurice Cloche
- 1941 : La troisième dalle, de Michel Dulud
- 1941 : Une femme dans la nuit, de Edmond T. Gréville
- 1941 : La Belle Vie, de Robert Bibal
- 1942 : L'assassin a peur la nuit, de Jean Delannoy
- 1942 : La croisée des chemins, de André Berthomieu
- 1942 : Promesse à l'inconnue, de André Berthomieu
- 1943 : Le mort ne reçoit plus, de Jean Tarride
- 1945 : La route du bagne / Femmes pour Nouméa, de Léon Mathot
- 1947 : Capitaine Blomet, de Andrée Feix
- 1947 : Si jeunesse savait, de André Cerf
- 1948 : L'armoire volante, de Carlo Rim
- 1948 : Tous les deux, de Louis Cuny
- 1949 : La Veuve et l'Innocent, de André Cerf
- 1949 : Fantômas contre Fantômas, de Robert Vernay
- 1949 : Au grand balcon, de Henri Decoin
- 1949 : L'homme explosif, de Marcel Paulis
- 1950 : Clara de Montargis, de Henri Decoin
- 1950 : Sous le ciel de Paris, de Julien Duvivier
- 1950 : Souvenirs perdus, de Christian Jaque
- 1950 : Trois télégrammes, de Henri Decoin
- 1951 : Les "deux Monsieurs" de Madame, de Robert Bibal
- 1954 : Nana, de Christian Jaque
- 1956 : Folies Bergère / Un soir au Music-Hall, de Henri Decoin

## Teatro
- 1960 : Le Zéro et l'infini, de Sidney Kingsley, escenografía de André Villiers, Teatro Antoine